# Mário Henrique Simonsen
Mário Henrique Simonsen (Rio de Janeiro, 19 de fevereiro de 1935 — Rio de Janeiro, 9 de fevereiro de 1997) foi um engenheiro, economista, professor e banqueiro brasileiro.
Foi Ministro da Fazenda do Brasil durante o governo de Ernesto Geisel, entre 16 de março de 1974 e 15 de março de 1979, e Ministro do Planejamento no governo Figueiredo.
Engenheiro civil formado pela antiga Escola Nacional de Engenharia da Universidade do Brasil no Rio de Janeiro, economista, formado na Faculdade de Economia e Finanças do Rio de Janeiro - SUESC, destacou-se, porém, ao longo de sua carreira, como professor de economia (área de Econometria) da Escola de Pós-Graduação em Economia (EPGE) da Fundação Getúlio Vargas, a qual ajudou a fundar, a partir do Centro de Aperfeiçoamento de Economistas da mesma fundação. Assumiu diversos postos de destaque no governo federal, entre eles o de ministro da Fazenda no governo de Ernesto Geisel e o de Ministro do Planejamento no governo de João Batista Figueiredo (15 de março a 10 de agosto de 1979). Atuou também como sócio-consultor do banco de investimentos Banco Bozano, Simonsen e prestou consultoria para diversas empresas do setor financeiro nacional e internacional.
Simonsen foi professor da Fundação Getúlio Vargas e também da Universidade de Brasília, professor convidado na Cátedra de Econometria. Suas aulas eram famosas pela baixa frequência de alunos, já que poucos conseguiam acompanhar seu ritmo de raciocínio muitas vezes bastante abstratos, devido à complexidade da matéria lecionada. Dentre seus alunos, destacam-se Sérgio Werlang, Daniel Valente Dantas, Carlos Ivan Simonsen Leal e muitos outros.
Segundo suas próprias palavras, ficou rico por acaso quando o amigo de infância Julio Bozano o convidou para ser sócio minoritário no Banco Bozano-Simonsen.

## Vida
Mário Henrique Simonsen nasceu em família de classe média-alta da sociedade carioca. Era filho de Mário Simonsen, advogado, que também exerceu atividades financeiras, e através dele, neto do descendente de dinamarqueses Adolpho Simonsen, e de Carmem Roxo Simonsen, descendente da família Belford Roxo. Devido às condições familiares favoráveis, Simonsen pode desfrutar de boas escolas particulares do Rio de Janeiro, entre elas o Colégio Santo Inácio. Entretanto, Simonsen não se destacou apenas por frequentar boas escolas, seu talento para o aprendizado sobressaiu desde criança. No ginásio, manifestou curiosidade extraordinária sobre os assuntos mais complexos. Durante a adolescência, distinguiu-se dos demais colegas pelas boas notas em matemática, e mais tarde, no decurso de sua carreira, pelo autodidatismo.
Foi Oficial - aluno no Centro de Preparação de Oficiais da Reserva da Marinha no Rio de Janeiro (1955). Em 1959 casou-se com Iluska Simonsen (enxadrista), com quem aprendeu a apreciar o jogo de xadrez, sendo também um exímio enxadrista, fundou um clube em Brasília (com recursos próprios), em que chegava a jogar simultaneamente com até 20 (vinte) adversários; entre oficiais, oficiais generais, alunos, ex-alunos e a comunidade que apreciava o jogo. Criou um jogo de xadrez juntamente com os oficiais generais, que participavam do clube, em que o jogo não findava com o mate ao rei. Pois dava-se continuidade à partida (pela substituição de uma peça do tabuleiro (pelo rei em xeque); até a desistência do oponente, quando esse derrubava no tabuleiro o seu rei. Do casamento teve três filhos, Ricardo, Maria Cristina e Sergio. Seu sobrinho, Carlos Ivan Simonsen Leal, se tornou também economista e atualmente é o presidente da Fundação Getúlio Vargas. Em 1962 criou com equipe o primeiro índice de cotação de ações da Bolsa de Valores do Rio de Janeiro que seria alterado em 1967 e daria início ao IBV.
Foi eleito economista do ano por duas vezes, em 1970 e 1995, prêmio concedido pela Ordem dos Economistas do Brasil.
Mário Henrique Simonsen era torcedor fanático do Club de Regatas Vasco da Gama e foi sócio do clube até o seu falecimento.

## Carreira

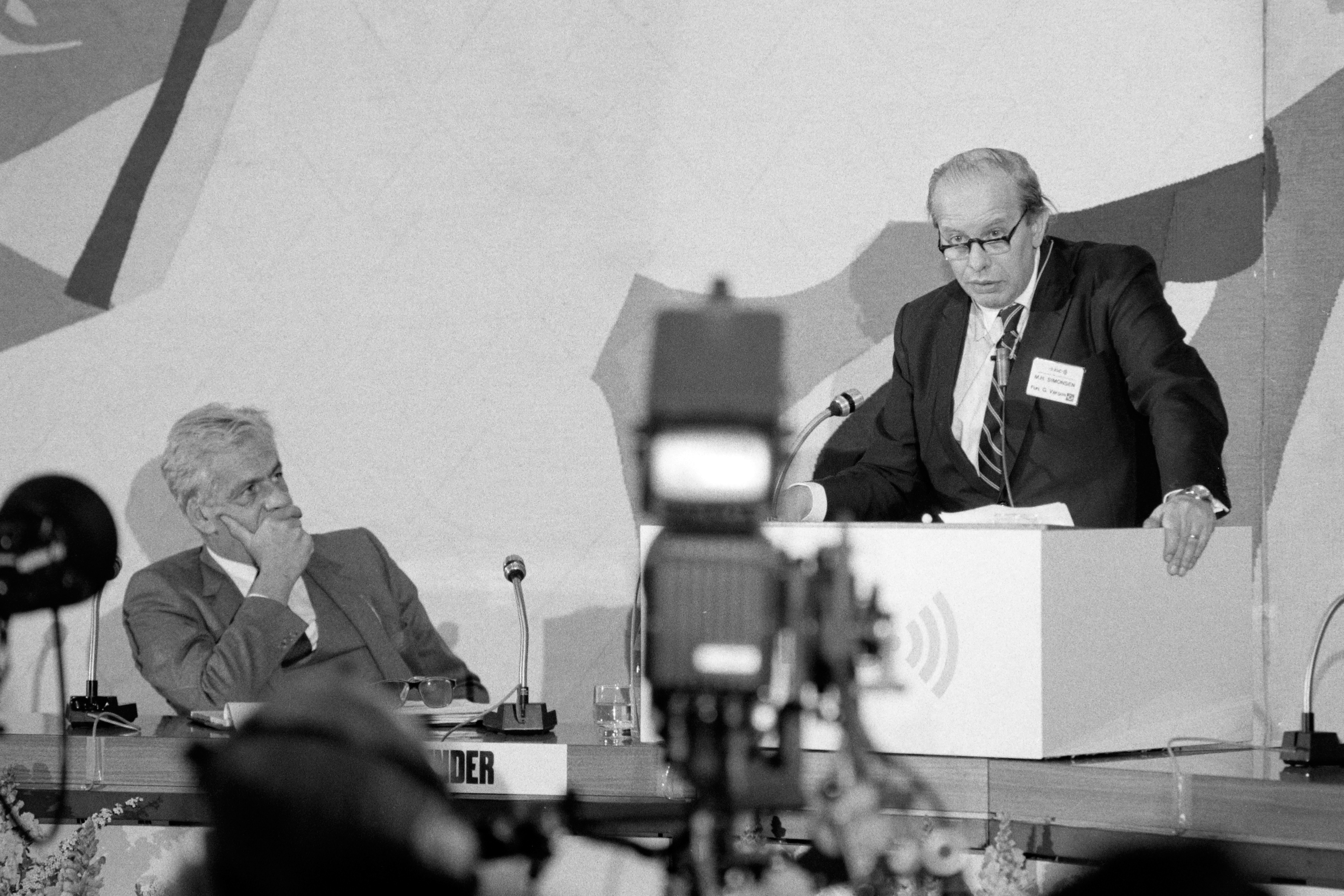
Mário Henrique Simonsen, em 1984.

Simonsen era especialista em macroeconomia (Econometria e Macroeconomia). Em sua época de atuação profissional, muitas das preocupações envolviam temas como a inflação, nível de emprego e salários, contenção monetária, formação de expectativas dos agentes.
Alguns sustentam, portanto, que Simonsen fora um dos principais nomes que defenderam a lógica da corrente Monetarista (com ressalva de ser corrigida estruturalmente pela Correção Monetária e/ou Inflação Inercial) no desenvolvimento de Milton Friedman, no Brasil (o resto do mundo ainda não o entendia). No entanto, a comparação se reduz o raciocínio matemático do chamado "economista - econometrista - calculista" (discussão dele com Delfim e outros Econometristas), que sempre o caracterizaram; como o perfil "monetário do Simonsen", como ele mesmo sempre afirmou em seus livros, é a "matemática pura" da moeda (que precisa ser corrigida, no seu método quantitativo), que é uma verdade, segundo ele. E que pode ser conferido em sua tese de Doutoramento em Econometria: Inflação: Gradualismo x Tratamento de Choque, livro esse que foi publicado por diversas editoras, APEC, FGV, USP  e outras como Universidade de Brasília, em edições sempre atualizadas e mais elaboradas que partiram da sua tese inicial, ele trata da chamada Inflação inercial, de onde parte todo o raciocínio teórico da chamada ''Teoria da Correção Monetária", que torna viável o investimento numa conjuntura inflacionária, desde que verdadeiramente corrigida. Correção essa apontada através de uma série de cálculos de econometria.
Em seus escritos, Simonsen defendia sim o rigor do cálculo - monetário, mas o principal ponto que caracterizava os chamados "monetaristas - estruturalistas (nome criado por ele)", o controle do meio circulante de forma a doutrinar a formação de expectativas dos agentes, não era o ponto nevrálgico sustentado por Simonsen, pois uma estrutura necessariamente se forma. Enquanto que o raciocínio dos monetaristas estabelece que os agentes tomam como principal informação para a formação de expectativas a emissão dos agregados monetários, em seus escritos Simonsen avocava que a formação de expectativas poderia se dar por uma série de outros motivos a nível estrutural, que necessariamente deveriam ser corrigidos.
O economista e econometrista brasileiro identificou as causas institucionais para a formação de expectativas inflacionárias no Brasil: a correção salarial implantada em 1964 com o I PND (Plano Nacional de Desenvolvimento,também chamado de Plano de Ação Econômica do Governo (PAEG)) e também nos outros três PNDs, sempre levando em consideração a correção monetária presentes em diversos títulos financeiros (para evitar a evasão de capitais e principalmente de "cérebros (para ele, o Verdadeiro Capital empresarial"), dos anos de 1964 até 1990 e nos dias do controle do Plano Real, principalmente do grupo do Presidente Itamar Franco, toda uma escola de "matemáticos estruturalistas", que leu e entendeu seus livros e atualizações na chamada "Teoria da Correção Monetária" e o conceito fundamental e quantificado em sua obra, de "Inflação inercial".
Simonsen foi um dos pioneiros na investigação do fenômeno que ele próprio denominava por realimentação inflacionária e o qual se convencionou chamar depois de inércia inflacionária. Entretanto, Simonsen não abandonava a necessidade de também se corrigir a inflação por meio do controle fiscal e monetário. Dizia que o controle da inflação sustentava-se nos três elementos e/ou Metas: equilíbrio fiscal, políticas de renda e reformulação da moeda (pela correção).
Em sua carreira acadêmica destacou-se como teórico das expectativas racionais. O argumento de Simonsen baseava-se principalmente no ponto que sustentava uma inflação gerada por uma disputa onde cada agente tenta preservar o seu ganho real nos preços. A chamada estratégia maxmin. Tendo isso em consideração, pode-se afirmar que Simonsen era adepto do gradualismo macroeconômico - quantificado, de maneira que se houvesse a opção de arrefecer a economia causando mínimas perdas, essa seria a preferível. De todo modo, Simonsen identificava que em muitos casos era inevitável se fugir de uma política de rendas mais distributiva, controlando o jogo inflacionário através do alinhamento dos agentes com a política macroeconômica adotada pelo governo.

### Consultec
Além do lado acadêmico, destacava-se o lado do profissional prático do economista - econometrista - matemático. No ínício de sua carreira foi convidado por Roberto Campos e Octávio Gouvêa Bulhões a fazer parte da empresa de consultoria de projetos Consultec. Lá destacou-se como excelente problem solver, vindo a ter atuação profissional de destaque, período importante para forjá-lo e transformar o engenheiro e oficial reformado de Marinha, como economista e pós-graduado em "econometria, com visão Macro e Micro econômica sistêmica".

### Carreira acadêmica
Graduou-se em engenharia civil pela Universidade do Brasil em 1957. Já em 1958, lecionou matemática no Instituto de Matemática Pura e Aplicada (IMPA) e o curso de engenharia econômica na Escola Nacional de Engenharia. De 1959 a 1964, foi professor do Conselho Nacional de Economia. Em 1960, ingressou em uma graduação de economia e finanças da Universidade do Rio de Janeiro, na qual se formou em 1963. Em 1961, ainda estudante, foi contratado para ser professor e consultor do Institutpo Brasileiro de Economia (Ibre), da Fundação Getúlio Vargas (FGV).  Nessa mesma época, foi diretor do departamento econômico da Confederação Nacional da Indústria. Em 1966, tornou-se diretor da Escola de Pós-Graduação em Economia (EPGE) da FGV, posto em que ficou até 1974, quando assumiu o ministério da Fazenda. Voltou ao cargo em 1979, quando deixou o ministério do Planejamento. Só deixou o posto em janeiro de 1994, fragilizado por um câncer. Depois de sua morte, a biblioteca da FGV passou a ser chamada Biblioteca Mário Henrique Simonsen, em sua homenagem.

### Serviço público
No governo do general Humberto de Alencar Castelo Branco, em 1964, Bulhões e Campos, sócios da Consultec, assumiram respectivamente os ministérios da Fazenda e Planejamento e criaram o Plano de Ação Econômica do Governo (PAEG). Simonsen colaborou com Roberto Campos para criar uma fórmula salarial que calculava o salário pela média dos dois anos anteriores, mas levando em conta o aumento de produtividade e o resíduo inflacionário. A fórmula foi criticada por gerar perda salarial na indústria. Ainda em 1964, ao lado de José Luís Bulhões Pedreira, foi autor do projeto que criou o Sistema Financeiro de Habitação e o Banco Nacional da Habitação (BNH), projeto que pretendia alavancar a construção civil. Quando Costa e Silva assumiu a presidência, o governo deu uma guinada na economia, com a saída de Bulhões e Campos. Simonsen voltou a se dedicar à carreira privada e acadêmica, tendo passado pela Companhia Docas de Santos, Sousa Cruz, Mercedes-Benz e grupo Bozano.
Durante o Governo do general Emílio Garrastazu Médici, de 1969 a 1974, exerceu a presidência do Movimento Brasileiro de Alfabetização (MOBRAL), além de sua sempre competente atuação no Conselho Monetário Nacional, visava a educação de adultos, o qual considerava como a principal ferramenta do desenvolvimento nacional, nessa época, a taxa de analfabetismo da população brasileira trespassava 20%.
O MOBRAL representou uma iniciativa de transformação do método Paulo Freire, adequando esse método com camadas de base e a esquerda, por algo mais próximo ideologicamente do Governo Militar, com objetivo de torná-lo menos ideológico e mais pragmático. Apesar da proposta, seus índices de sucesso sempre se mantiveram abaixo do modelo freireano, elogiado internacionalmente. Obteve algum sucesso com a política de inserção educacional de adultos para a leitura. Durante sua vigência, não faltaram recursos para o projeto, conseguindo estar presente em todos os municípios do Brasil.
No entanto, a alfabetização de adultos é ponto de difícil correção e o sistema teve visível retrocesso nos anos 80.
Em seus ensaios para jornais e revistas, Simonsen reservava espaço para dedicar-se ao problema educacional brasileiro, visto ainda hoje como um dos principais desafios para a promoção do desenvolvimento da força de trabalho brasileira.

### Ministério da Fazenda
O destaque desempenhado na presidência do Mobral e seu sucesso na "Teoria da Correção Monetária", que deixava de ser teoria, foram fatores que o levaram ao presidente Geisel a convidar Simonsen para assumir além de suas atribuições no CIP - Conselho Interministerial de Preços (como Presidente) e membro do CMN - Conselho Monetário Nacional à pasta do Ministério da Fazenda, função que exerceu durante todo o mandato do então presidente, tornando-se além de Presidente do Conselho Interministerial de Preços, também presidente do Conselho Monetário Nacional, como Ministro da Fazenda.
Apresentou-se nesse período a primeira (outubro de 1973) e segunda crise do petróleo (março de 1979). Durante sua gestão, com João Paulo dos Reis Velloso no ministério do Planejamento, foi implementado o III PND - Plano Nacional de Desenvolvimento. O plano visava dar prosseguimento ao processo de industrialização brasileiro no período mundial conturbado dos anos 70, consecução dos I e II PNDs. Nesse tempo, foi preciso administrar uma política de entrada de capitais com o fim de promover o desenvolvimento industrial da indústria de base e possibilitar uma economia mais ampla e diversificada, estruturada para a dimensão do país. O Brasil contraiu dívidas financiadas pelo dinheiro dos petrodólares.

### Ministério do Planejamento
Em 1979, após a segunda crise, Simonsen assumiu o Ministério do Planejamento, já no governo do general João Batista Figueiredo. Pediu exoneração do cargo após cinco meses, em um período revolto e de estagnação que se iniciava na América Latina. O presidente do Banco Central norte-americano (Reserva Federal, FED), Paul Volcker, elevou a taxa de juros dos Estados Unidos, o que fez com que os empréstimos brasileiros atingissem proporções que levaram o Brasil recorrer ao Fundo Monetário Internacional (FMI) diversas vezes para tentar sanar o problema de insolvência, manejado pelo então ministro da Fazenda Delfim Netto.
Em meio a informações e comentários que especulavam sobre seus desentendimentos com Delfim Netto, Simonsen pediu exoneração do cargo, devido a discordar de método a ser empregado na consecução do IV PND, seria o processo de Delfim ou o dele. Esse episódio está documentado e possui relato do próprio Delfim Netto no livro de Depoimentos ao CPDOC da Fundação Getúlio Vargas.
A posição de Simonsen no ministério ajuda a compreender sua atuação como economista, profissional e acadêmico. Barbosa (1997, p. 127):
"A conclusão que se chega pela análise das principais contribuições acadêmicas de Simonsen é de que ele era um economista keynesiano. Em matéria de política econômica, qualquer análise de seu período como Ministro da Fazenda, no Governo Geisel, e como Ministro do Planejamento, no Governo Figueiredo, certamente mostrará que ele era um adepto da política de sintonia fina, e que ele preferia discricionarismo a regras, que também são duas características importantes de um economista keynesiano."
Ao lado de Eugênio Gudin, Simonsen é muito lembrado, por ser importante para a formação profissional e para o reconhecimento da ocupação de economista no Brasil. Incutiu na mentalidade dos economistas de sua geração, e de várias gerações posteriores, a consciência de que economia era uma carreira de mérito a ser seguida.

## Curiosidades
Mário Henrique Simonsen dedicava-se também à música erudita, principalmente à ópera clássica. Seus conhecimentos na área formaram a base do capítulo de número cinco do livro “Ensaios Analíticos”, em que Simonsen discorre sobre vários assuntos de seu interesse ao longo da vida, tecendo considerações metodológicas acerca da economia Econometria, pois associava o papel do econometrista ao de um maestro, conduzindo sua obra.
Durante o Plebiscito de 1993 apoiou a monarquia parlamentarista, dando depoimento no horário eleitoral, sendo autor de livros em que demonstra matematicamente o estruturalismo dessas formas de governo.
Simonsen nunca utilizou a sua carteira de habilitação de motorista (sempre teve motorista) e era conhecido por ter um apetite pantagruélico, assim como o de ser fumante inveterado (fumava, inclusive, dentro da sala de aula, o que naquele tempo não era tão condenável como nos dias de hoje). O fumo foi a causa provável do câncer pulmonar que o levou à morte pouco antes de completar 62 anos.
Em entrevista à Revista VEJA, em 1986, Simonsen profetizava o caos urbano que se vê hoje no Rio de Janeiro:
"No dia em que eles descerem os morros do Rio, famintos e desnorteados, como soldados abandonados por seus generais, eles tomarão conta da cidade, da zona norte, sul e as classes médias e ricas serão prisioneiras de suas próprias avarezas e descuidos com os mais pobres. Será como um exército de centuriões romanos, de olhos arregalados, famélicos, entorpecidos e desesperados, tentando a última conquista antes da morte."

### Escândalo das Polonetas
Entre 1977 e 1980 o governo brasileiro abriu uma linha de crédito para financiamento das exportações brasileiras para a Polônia, produtos e serviços do Brasil em valores superiores a US$ 6 bilhões, financiados a curto prazo. Na medida em que os débitos foram vencendo, o então ministro da Fazenda, Mário Henrique Simonsen, percebeu que os poloneses não tinham como honrar seus compromissos com o Brasil, e o governo polonês ofereceu títulos da dívida pública como pagamento, que ficaram conhecidos como "polonetas".

## Morte
Em 1994 foi diagnosticado com câncer de pulmão que havia se espalhado para a cabeça. Desde então passou por várias internações. Após ficar quase três meses internado no Centro de Tratamento Intensivo do Hospital Samaritano, no Rio de Janeiro, morreu de insuficiência respiratória no dia 9 de fevereiro de 1997, dez dias antes de completar 62 anos. Encontra-se sepultado no Cemitério de São João Batista.

## Obras
- Ensaios sobre Economia e Política Econômica (1961)
- A Experiência Inflacionária Brasileira (1964)
- Teoria Microeconômica em 4 volumes (1967-1969)
- Brasil 2001 (1969)
- Novos Aspectos da Inflação Brasileira e Inflação — Gradualismo x Tratamento de Choque (1970)
- A Nova Economia Brasileira (em co-autoria com Roberto Campos) (1972)
- Brasil 2002 (1972)
- A Teoria do Crescimento Econômico (1973)
- Macroeconomia em 2 volumes (1974)
- A Experiência Brasileira de Planejamento (1974)
- Macroeconomia (1989)
- Ensaios analíticos (1994)
- 30 Anos de Indexação (1995)
- Oswaldo Aranha: A Estrela da Revolução (em co-autoria com  Aspásia Camargo e João Hermes Pereira de Araújo) (1996)